# George Paget Thomson
George Paget Thomson (Cambridge, 3 maggio 1892 – Cambridge, 10 settembre 1975) è stato un fisico britannico.
Era figlio di Joseph John Thomson, premio Nobel per la Fisica nel 1906. 
Dopo gli studi all'università della città natale, lavorò per varie istituzioni come la stessa Cambridge, la University of Aberdeen e l'Imperial College London. Lo scienziato è noto per la dimostrazione del dualismo onda-particella dell'elettrone, effettuata contemporaneamente e indipendentemente dall'altro fisico con cui condivise il Nobel, Clinton Davisson.